# RATAN-600

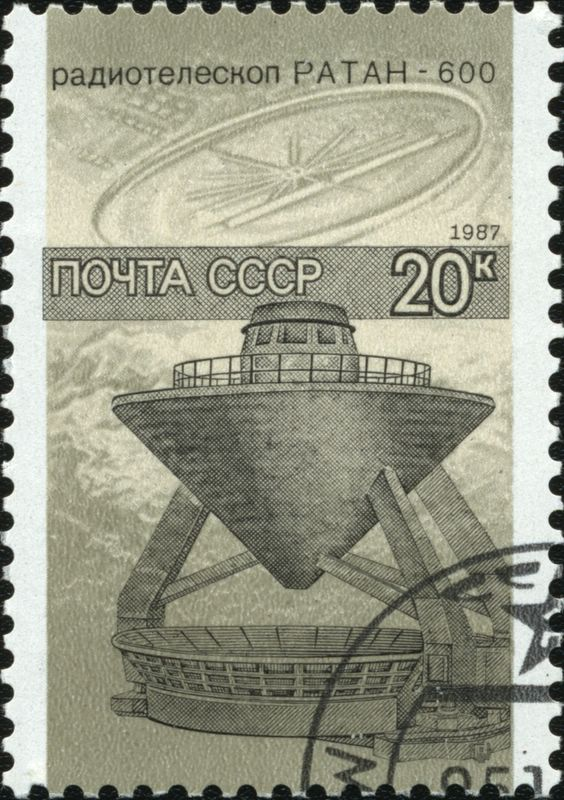
1987 Marcă poștală din URSS cu RATAN-600

RATAN-600 (în rusă РАТАН-600 – радиоастрономический телескоп Академии наук - 600,   "Radiotelescopul Academiei de Științe - 600") este un radiotelescop din apropierea satului Zelenchukskaya, din Munții Caucaz, Rusia.  A fost construit în 1968 și a început să funcționeze din anul 1974.   
Cu toate că cele mai multe radiotelescoape din lume sunt construite ca o farfurie pentru a focaliza cât mai mult din radiația electromagnetică, RATAN-600 folosește un inel de panouri de reflexie reglabile care pot fi angrenate pentru a direcționa radiația din orice punct al cerului către receptorul conic central. Inelul de panouri se poate deschide până atinge un diametru de 600 de metri, ceea ce îl face cel mai mare telescop din lume de acest tip din lume. 
Obiectivul pe termen lung al RATAN-600 este observarea Soarelui la lungimi de undă radio, în special a coroanei solare. A contribuit și la mai multe observații radio în cadrul SETI.

## Semnalul candidat SETI
La 15 mai 2015, la ora 18: 01:15.65 timp sideral, RATAN-600 a detectat un semnal puternic (de 0,75 Jansky) din direcția HD164595. Mai exact, intensitatea semnalului a crescut și a scăzut pe măsura trecerii telescopului într-un mod care se potrivea îndeaproape cu ceea ce se aștepta la o sursă îndepărtată. Deoarece lungimea de undă scurtă (2.7 cm sau 11 GHz, în banda X) este neobișnuită pentru o sursă naturală a semnalului, după ce cercetătorii au anunțat semnalul la sfârșitul lunii august 2016 (sub forma unei solicitări de observații ulterioare) a existat o perioadă de emoții deoarece se credea că ar putea fi un candidat SETI. Desigur, același semnal artificial ar fi provenit probabil de la o sursă terestră. Deoarece semnalul se află într-o bandă de frecvență alocată pentru utilizări militare, s-ar putea să fi provenit de la un satelit secret de recunoaștere. După o analiză ulterioară și un eșec al altor observatoare de a descoperi semnalul, Observatorul Special de Astrofizică a concluzionat că este probabil de origine terestră.
Ulterior, cercetările sugerează că ar fi putut fi un satelit defect într-o rotație lentă, deoarece frecvența se potrivește cu cea folosită pentru balize inter-sateliților. 